# Nucleu atomic
Nucleul unui atom este o regiune foarte densă din centrul său, constând din protoni și neutroni. Dimensiunea nucleului este mult mai mică decât dimensiunea atomului însuși; masa unui atom este determinată, aproximativ, doar de masa protonilor și neutronilor și aproape fără nici o contribuție din partea electronilor.

## Izotopi
Izotopii unui atom este determinat de numărul de neutroni din nucleu. Diferiți izotopi ai aceluiași element au proprietăți chimice foarte similare deoarece reacțiile chimice depind aproape în întregime de numărul de electroni pe care îi are atomul. Diferiții izotopi dintr-un eșantion chimic particular pot fi separați folosindu-se o instalație centrifugă sau un spectrometru de masă. De exemplu, prima metodă este folosită în producerea uraniului îmbogățit din uraniu natural, iar a doua metodă este folosită în datarea cu carbon.
Numărul de protoni și neutroni determină, împreună, nuclidul (tipul nucleului). Protonii și neutronii au mase aproape egale (= 1 uam) și numărul lor, adică numărul de masă, este aproximativ egal cu masa atomului. Masa electronilor este foarte mică în comparație cu masa nucleului, atâta timp cât protonul și neutronul sunt, fiecare în parte, de aproximativ 2.000 de ori mai masivi decât electronul.

## Dezintegrarea radioactivă
Un nucleu atomic este cu atât mai stabil cu cât energia medie de legătură dintre nucleoni este mai mare, situație ce se întâlnește cu precădere la nucleele conținând: 2, 8, 20, 28, 50, 82, 126,... ("numere magice") protoni sau neutroni. Izotopul Pb-208, de exemplu, are 82 protoni și 126 neutroni.
Dacă un nucleu are prea puțini sau prea mulți neutroni, el poate fi instabil și se va dezintegra după o perioadă de timp oarecare. De exemplu, la câteva secunde după ce au fost creați, atomii de azot-16 (7 protoni, 9 neutroni) se dezintegrează beta către atomi de oxigen-16 (8 protoni, 8 neutroni). În această dezintegrare, forța nucleară slabă transformă un neutron din nucleul de azot într-un proton și un electron. Elementul (atomul) se schimbă deoarece inițial a avut șapte protoni (fapt pentru care era „oxigen”), iar acum are opt protoni (fapt pentru care este „azot”). Multe elemente au izotopi care rămân stabili timp de săptămâni, ani sau miliarde de ani.

## Dimensiunea nucleului
Raza unui nucleon (neutron sau proton) este de ordinul 1 fm = 10−15 m. Raza nucleară poate fi aproximată prin: R = R0A1/3 unde A este numărul de masă și R0 = 1,2 fm.
Raza nucleului reprezintă 0,01% (1/10000) din raza atomului. În felul acesta, densitatea nucleului este de 1012 ori mai mare decât densitatea atomului.

## Scurt istoric
Descoperirea electronului a fost prima indicație că atomul are o structură internă. La trecerea dintre secolele al XIX-lea și al XX-lea modelul acceptat de atom a fost „cozonacul cu stafide” al lui J.J. Thomson, în care atomul era considerat o bilă mare încărcată pozitiv, în care erau incluse mici sarcini negative. În scurt timp, fizicienii au descoperit, de asemenea, și trei tipuri de radiații provenind din atomi, pe care ei le-au numit radiații alfa, beta și gamma. Experimentele din 1911 ale lui Lise Meitner și Otto Hahn, și cele ale lui James Chadwick din 1914 au condus la descoperirea că interpretarea caracteristicilor spectrale ale dezintegrării beta ar presupune admiterea neconservării energiei. Această problemă a condus la descoperirea, mai târziu, a neutrinului.
În aceeași perioadă Ernest Rutherford a realizat un experiment remarcabil în care Hans Geiger și Ernest Marsden, sub supravegherea lui Rutherford, au bombardat cu particule alfa (nuclee de heliu) o foiță subțire din aur. Modelul „cozonacului cu stafide” prezicea că particulele alfa ar fi trebuit să iasă din foița de aur pe o traiectorie, eventual, puțin curbată. Ei au fost șocați să descopere că unele particule au fost împrăștiate sub unghiuri mari, în unele cazuri chiar întoarse înapoi. Descoperirea a condus la modelul Rutherford, în care atomul are un nucleu foarte mic și foarte dens, constituit din particule grele cu sarcină pozitivă și înconjurate de sarcini negative. De exemplu, în acest model, azotul-14 consta dintr-un nucleu cu 14 protoni și 7 electroni, iar nucleul era orbitat de alți 7 electroni.
Modelul lui Rutherford a „mers” destul de bine până la studiile privind spinul nuclear, efectuate în 1929 de Franco Rasetti la California Institute of Technology. Încă din 1925 se știa că protonul și electronul au spini 1/2. În modelul Rutherford al atomului de azot-14 cei 14 protoni și 6 electroni trebuie să formeze perechi unii cu alții, astfel încât ultimul electron să confere nucleului un spin 1/2. Rasetti a descoperit că azotul-14 are spin 1.
În 1930, neputând să ajungă în orașul german Tübingen, la o întâlnire pe probleme de radioactivitate, Wolfgang Pauli le trimite participanților o scrisoare prin care sugera că există posibilitatea ca în nucleu să existe o a treia particulă pe care el o denumea „neutron”. El sugera că această particulă trebuie să fie foarte ușoară (mai ușoară decât un electron), că nu are sarcină electrică și nu interacționează cu substanța (fapt pentru care încă nu fusese detectată). Această cale disperată a rezolvat ambele probleme: cea a conservării energiei și ceea a spinului nucleului de azot-14, mai întâi deoarece „neutronul” lui Pauli transporta cu el extra-energia dezintegrării beta și apoi pentru că un extra-„neutron” împerecheat cu al șaptelea electron în nucleul azotului-14 dădea spinul 1. „Neutronul” lui Pauli a fost redenumit neutrino de Enrico Fermi în 1931, dar abia după 30 de ani s-a demonstrat că neutrino există cu adevărat în dezintegrarea beta.
În 1932 Chadwick a realizat că radiația pe care o observaseră Walther Bothe, Herbert Becker, Irène și Frédéric Joliot-Curie se datora unei particule masive pe care el a numit-o neutron. În același an Dmitri Ivanenko a sugerat că neutronii sunt particule cu spin 1/2 și că nucleul conține neutroni și că în nucleu nu există electroni. La rândul său Francis Perrin a sugerat că neutrino nu sunt particule nucleare, dar erau create în timpul dezintegrării beta. La sfârșitul anului 1932 Fermi a trimis o teorie a neutrinului revistei Nature (al cărui editor a respins-o deoarece era „prea departe de realitate”). Fermi a continuat să lucreze la teoria sa și în 1934 a publicat o lucrare care plasa neutrino pe solide fundamente teoretice. În același an Hideki Yukawa a propus prima teorie semnificativă a forțelor nucleare tari pentru a explica menținerea împreună a nucleonilor.
Cu lucrările lui Fermi și Yukawa s-a completat modelul modern al atomului. Centrul atomului constă dintr-o bilă compactă de neutroni și protoni care sunt menținuți împreună de către forțele nucleare tari. Nucleele instabile pot suferi dezintegrări alfa, în care ele emit nuclee energetice de heliu, sau dezintegrări beta, în care ele emit electroni sau pozitroni. După una dintre aceste dezintegrări, nucleul rezultat poate să fie și el într-o stare excitată și în acest caz se dezintegrează și el către o stare de bază emițând fotoni de înaltă energie (dezintegrare gamma).